# Tachyphonus
Tachyphonus är ett fågelsläkte i familjen tangaror inom ordningen tättingar. Släktet omfattar vanligen fem arter som förekommer från Honduras till nordöstra Argentina:
- Ockratofsad tangara (T. surinamus) – förs ibland till egna släktet Maschalethraupis
- Gyllentofsad tangara (T. delatrii) – förs ibland till egna släktet Chrysocorypha
- Svarttangara (T. rufus)
- Rödskuldrad tangara (T. phoenicius)
- Rödkronad tangara (T. coronatus)

De tre arterna i Loriotus placerades tidigare i släktet. 